# Bannykus
Bannykus („dráp z Bajan-Gobi“) byl rod teropodního dinosaura z kladu Alvarezsauroidea, který žil v období spodní křídy (geologický stupeň apt, asi před 125 až 113 miliony let) na území dnešní severní Číny (autonomní oblast Vnitřní Mongolsko). Fosilie tohoto dinosaura byly objeveny v sedimentech souvrství Bajan-Gobi, a popsány společně se zkamenělinami dalšího nově popsaného alvarezsaura druhu Xiyunykus pengi. Jediným známým druhem je typový B. wulatensis, formálně popsaný mezinárodním týmem paleontologů v roce 2018.

## Význam
Bannykus představuje spolu s rodem Xiyunykus evoluční pojítko mezi ranými formami alvarezsaurů (jako byl rod Haplocheirus, žijící v době před 160 miliony let) a pozdně křídovými druhy. Z hlediska redukce dentice a kostry předních končetin se tyto raně křídové druhy nacházejí zhruba na půl cesty mezi pozdně jurskými formami a o 70 až 90 milionů let později žijícími typy v období pozdní křídy.

## Paleoekologie
Tento dinosaurus žil ve stejných ekosystémech jako terizinosauroid Alxasaurus, ornitopodi Bayannurosaurus a Penelopognathus, vývojově primitivní rohatý dinosaurus Psittacosaurus a dosud nepopsaný druh sauropoda.